# L'uomo che bruciò il suo cadavere
L'uomo che bruciò il suo cadavere è un film del 1964 diretto da Gianni Vernuccio.